# Frans Maes
Frans Maes (Puurs, 4 maart 1921 – Baasrode, 28 februari 2000) was een lid van het Belgisch verzet in de Tweede Wereldoorlog.

## Biografie
Maes was soldaat-milicien tijdens de Achttiendaagse Veldtocht en werd vervolgens tien maanden vastgehouden als krijgsgevangene.
Na zijn vrijlating trok hij naar Sint-Amands en werkte als vormgieter. Hij werd lid van de verzetsgroep De Zwarte Hand die eind oktober quasi volledig werd opgerold door de Gestapo bezetter. Hij werd gearresteerd op 28 oktober 1941. 
Vervolgens volgde een weg langs verschillende gevangenissen en concentratiekampen: Fort van Breendonk, gevangenissen van Antwerpen, Sint-Gillis en Wuppertal en de kampen Kamp Esterwegen, Groß Strehlitz, Laband, Blechhammer, Groß-Rosen, Mittelbau-Dora, Ellrich, Buchenwald en tot slot Bergen-Belsen, waar hij werd bevrijd op 28 mei 1945.
Door de ontberingen werd hij na de oorlog erkend als oorlogsinvalide. Veertig jaar later beschreef hij zijn ervaringen in het boekje 'Het doet nog pijn'.